# Garrison Starr

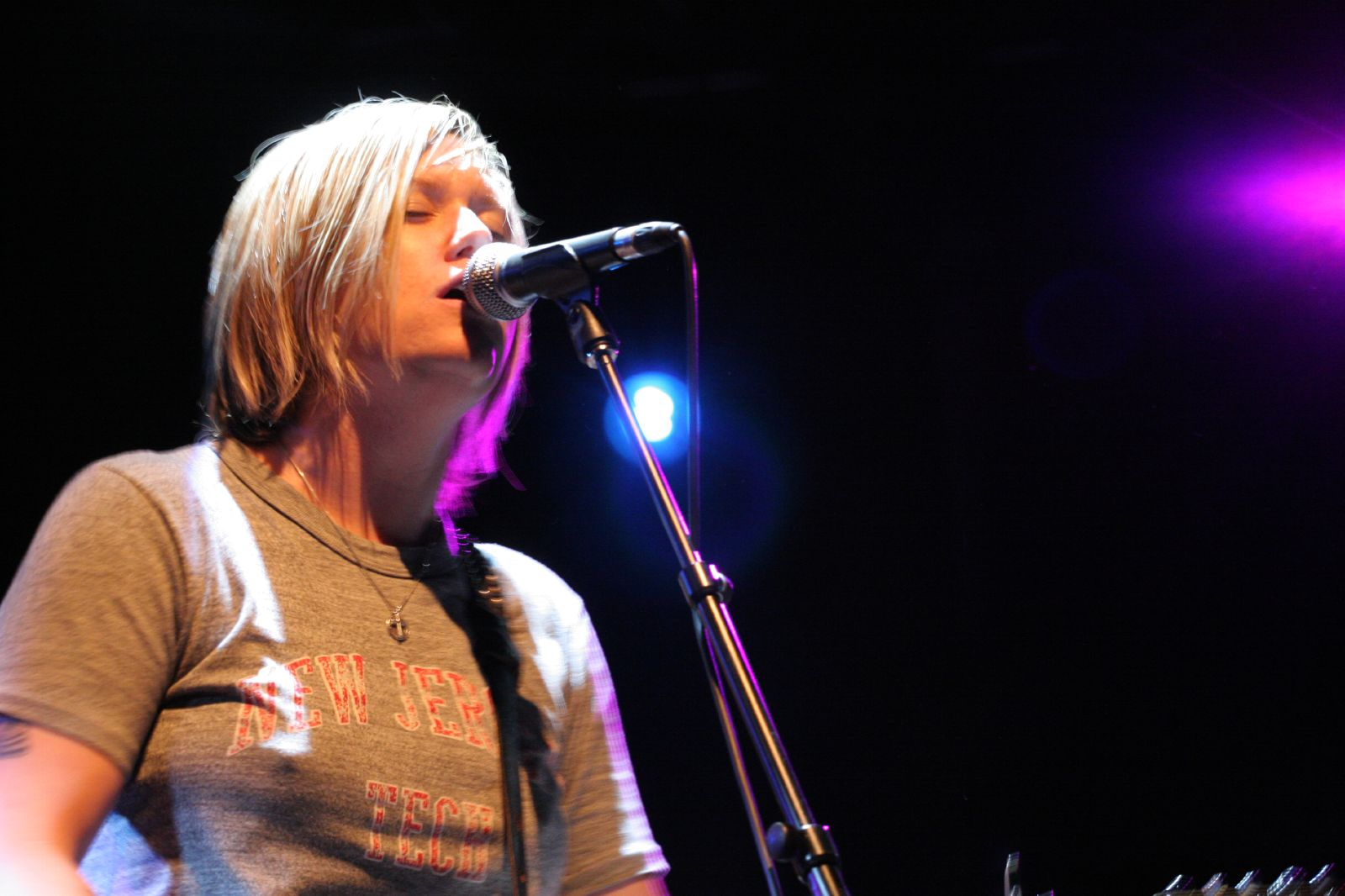
Garrison Starr (2007)

Garrison Starr (* 29. April 1975 in Hernando, Mississippi) ist eine US-amerikanische Musikerin und Sängerin und Musikproduzent. Ihr größter Erfolg ist das Stück Superhero ihres Albums Eighteen Over Me.
Ihre Musik kann den Genres Country-Rock, Folk-Rock, Pop und Rock zugeordnet werden.

## Lebenslauf
Geboren als Julia Garrison Starr, Tochter von Walt und Julie Starr machte sie ihren Abschluss an der Evangelical Christian School in Nemphis 1993. Danach besuchte sie die Universität von Mississippi 1993 bis 1994.
Inspiriert vom Musikgeschmack ihres Vaters lernte sie im Alter von 13 Jahren auf der Gitarre zu spielen. Sie spielte danach Riffs und Melodien aus verschiedenen Quellen nach und wollte diese kombinieren.
In der Highschool gründete sie in der 7. Klasse mit einer Klassenkameradin ein Gitarrenduo namens Indigo Girls. Während des Universitätsbesuch wurde ihr klar, dass sie dort nichts lernen wollte, sondern lieber eine Musikerkarriere anstreben sollte. Sie begann damit in Cafés im Raum Memphis aufzutreten, veröffentlichte 1993 ein Soloalbum und arbeitete ab 1995 als Backupsängerin. Von 1995 bis 1996 arbeitete Starr als Assistentin bei Ardent Records. 1996 unterschrieb sie einen Vertrag mit Geffen Records und wechselte 1997 zu Porch Records.

## Diskografie
| Jahr | Album                                  |
| ---- | -------------------------------------- |
| 1993 | Pinwheels                              |
| 1995 | Stupid Girl                            |
| 1997 | Eighteen Over Me                       |
| 1998 | 24/7 (EP)                              |
| 2000 | Somethin’ to Hold You Over (EP)        |
| 2002 | Songs from Take-Off to Landing         |
| 2004 | Airstreams & Satellites                |
| 2006 | The Sound of You and Me                |
| 2007 | Fans’ Greatest Hits, Volume One (Live) |
| 2007 | The Girl That Killed September         |
| 2010 | ReLive                                 |
| 2012 | Not for Nothing (EP)                   |
| 2012 | Amateur                                |
| 2014 | The Forgotten Street                   |
| 2017 | What If There Is No Destination        |